# Tiridatés III. Veliký
Tiridatés III. Veliký (Trdat III.; asi po 250 – kolem 330) byl arménský král z arsakovské dynastie vládnoucí zhruba od roku 298 do své smrti. Na počátku 4. století (tradiční letopočet je 301) vyhlásil Tiridatés křesťanství jako státní náboženství Arménie, čímž se arménské království stalo prvním státem, který oficiálně přijal křesťanství. Starobylými východními církvemi je uctíván jako světec.

## Život

### Získání vlády
Tiridatés III. byl synem Chosrova II., který byl v roce 252 zavražděn parthským agentem jménem Anak na příkaz Ardašíra I. výměnou za svou zemi. Tiridatés měl alespoň jednoho sourozence, sestru jménem Chosrovidukt, a byl jmenovcem svého dědečka z otcovy strany, Tiridata II. Anak byl však poté zajat a popraven arménskými šlechtici spolu s většinou své rodiny, přežil jen jeho syn, Řehoř Osvětitel, kterého zachránila jeho chůva a odvezla ho do Kappadokie. Jako jediný přeživší následník trůnu byl pak Tiridatés ještě jako malé dítě rychle odvezen do Říma. Byl tam vzděláván a vynikal v jazycích a vojenské taktice; navíc dobře chápal a oceňoval římské právo. Arménský historik Movses Chorenaci ho popisuje jako silného a statečného válečníka, který pak osobně vedl svou armádu k vítězství v mnoha bitvách.
V roce 270 římský císař Aurelianus napadl na východní frontě Sásánovce a dokázal je zahnat zpět. Tiridatés jako dědic nyní Peršany okupovaného arménského trůnu přišel do Arménie, rychle postavil armádu a v roce 298 Peršany vyhnal.
Na chvíli se zdálo, že Tiridatovi štěstí přeje. Nejenže vyhnal své nepřátele, ale pronikl až do Asýrie. V té době byla perská říše rozvrácená boji o následnictví. Po jejich skončení se však nový velkokrál Narsé opět plnou silou zaměřil na Armény a Tiridatés se znovu musel uchýlit k Římanům. S Diokleciánovou pomocí pak Peršany z Arménie vyhnal. Arménský stát se ovšem stal satelitem Říma, kterému mohl posloužit jako nárazník v případě perského útoku.
V roce 297 se Tiridates oženil s alanskou princeznou jménem Ašchen, se kterou měl tři děti: syna Chosrova III., dceru Salome a další dceru, která se provdala za sv. Husika I., katolika arménské apoštolské církve.

### Legenda o obrácení na křesťanství
Legenda o obrácení arménského krále a národa ke křesťanství je založena hlavně na arménské zprávě z pátého století připisované Agathangelovi. Vypráví o Řehoři Osvětiteli, synovi Anaka, který byl vychován jako křesťan a cítil vinu za hřích svého otce. Vstoupil proto do arménské armády a pracoval jako sekretář krále. Křesťanství se v Arménii koncem 3. století šířilo, ale vcelku národ ještě vyznával zoroastrismus. Tiridatés nebyl výjimkou, protože také uctíval různé starověké bohy. Během pohanského náboženského obřadu Tiridatés nařídil Řehořovi, aby položil věnec k soše bohyně Anahit v Erize. Řehoř to odmítl a vyznal svou křesťanskou víru. Tím Tiridata rozzuřil; a králův hněv ještě vzrostl, když mu přítomní prozradili, že Řehoř je synem Anaka, zrádce, který zabil Tiridatova otce. Řehoř byl mučen a nakonec uvržen do Chor Virapu, hlubokého podzemního žaláře.
Během let Řehořova věznění přišla do Arménie skupina asketických panen pod vedením Gajany, které zde hledaly úkryt před římským pronásledováním křesťanů. Tiridatés uslyšel o kráse jedné z členek skupiny, Ripsimy. Nechal panny přivést do paláce a žádal Ripsimu o ruku, ona však odmítla. Král pak dal celou skupinu mučit a zabít. Po této události onemocněl a podle pověsti se choval jako divočák, bezcílně se potulující po lese. Chosrovidukt měla sen, podle kterého byl uvězněný Řehoř ještě naživu a byl jediný, kdo by dokázal krále vyléčit. V tuto dobu to bylo třináct let od jeho uvěznění a šance, že bude naživu, byla mizivá. Když za ním přišli, zjistili, že přestože byl neuvěřitelně podvyživený, stále žil. Při životě ho udržovala laskavá žena, která mu každý den do jámy házela bochník chleba.
Tiridata přivedli k Řehořovi a on byl ze své nemoci zázračně vyléčen. Po této zkušenosti král okamžitě prohlásil křesťanství za oficiální státní náboženství. Arménie se tak stala formálně křesťanským královstvím a prvním státem, který oficiálně přijal křesťanství. Tiridatés pak jmenoval Řehoře, který byl mezitím vysvěcen v Kapadokii na biskupa, hlavou arménské apoštolské církve. Tento biskupský titul byl dědičný až do 5. století, po Řehořovi ji vedli jeho dva synové Vhartanes a Aristakes.

### Závěr vlády
Konverze ke křesťanství byla klíčovou událostí arménské historie. Podle znalkyně zoroastrismu Mary Boyceové se zdá, že oficiální christianizace Arménie byla provedena částečně ze vzdoru k zoroastrovským Sásánovcům.
Přechod od tradičního zoroastrismu ke křesťanství nebyl snadný. Tiridatés často používal sílu, aby lidem tuto novou víru vnutil, a následovalo mnoho ozbrojených konfliktů, protože zoroastrismus byl v Arménii hluboce zakořeněn. Tiridatés tak strávil zbytek svého života úsilím odstranit starověkou víru, přičemž zničil nespočet soch, chrámů a písemných dokumentů. V důsledku toho je z místních zdrojů o starověké arménské historii a kultuře známo jen málo. Král zemřel kolem roku 330. Movses Chorenaci uvádí, že několik členů nachararských rodů se proti Tiridatovi spiklo a nakonec ho otrávili.
Tiridatés III., Ašchen a Chosrovidukt jsou arménskou apoštolskou církví a potažmo všemi východními pravoslavnými církvemi uctíváni jako svatí a jejich svátek připadá na sobotu po páté neděli po Letnicích, což bývá kolem 30. června. V tento den se zpívá hymnus „Králům“.